# Болница хитне помоћи број 1 у Јекатеринбургу
Болница хитне помоћи број 1 у Јекатеринбургу  која је активно радила од 1938.до 1999. године, у комплексу зграда у Јекатеринбургу у улици 8. марта  78а, данас је постала најстрашнија зграда, обавијена легендама и језивим причама, јер се налази у запуштеном стању: Иако се зграда болнице налази на листи објеката културног наслеђа, као архитектонски споменик култрног наслеђа Свердловске области, питање судбине болнице је нејасно. Нити се поправља, нити се руши. Власници се стално мењају. Конзерваторски радови на објекту нису изведени, а болница је преживела и неколико пожара.
Болница која је својевремено по својој стручности и нези била на гласу, као једна од водећих болница у Совјетском Савезу, у којој су спасени многи животи, данас се налази у жалосном стању.  Сваке године се све више уништава под налетом вандала, наркомана и бескућника који су изабрали ово место за своје стециште.

## Архитектура
Главна зграда Болница хитне помоћи број 1 у Јекатеринбургу је 6-то спратница,  изграђена у мешавини стилова конструктивизма и неокласицизма,  у облику слова Т на површини од 1,66 хектара. Архитеткте Г.А. Голубева, И.А. Југова, Н.И. Жеманова су током пројектоивања на згради комбиновале авангардни и неокласични стил. 
Комплекс зграда болнице који  се састоји од три петоспратнице, укључује и кардио зграду (данас Институт за кардиологију Габинског која је и даље у функцији), котларницу (1939) и мртвачницу. 
Тренутно су зграде болнице (са изузетком кардио зграде) у запуштеном стању.

## Историја
Болница је изграђена 1932. године по пројекту архитеката Г.А. Голубева, И.А. Југова, Н.И. Жеманова.   У почетку, болница је изграђена као болница за НКВД (Народни комесаријат унутрашњих послова). Недалеко од ње, чак је  изграђен 1930-их година  и кварт за тужиоце и остале „силнике“ тог времена. 
Током 1939. болница је прешла у цивилни режим, а током Другог светског рата (1943) постала је Централна клиничка болница. 
Године 1959. болници је припојена поликлиничка служба, која је препозната као школа изврсности. 
Године 1973. болница је преименована у Градску клиничку хитну болницу. Од тада су све јединице и службе пребачене на даноноћни рад као установа хитне медицинске помоћи.
Болница је имала 7 центара регионалног и међурегионалног значаја:
- кардиолошки центар,
- токсиколошки центар,
- васкуларни центар,
- центар за лечење повреда ока,
- центар за лечење опекотина,
- центар за лечење акутне бубрежне инсуфицијенције,
- центар за васкуларну микрохирургију.

У великом подруму болничке зграде,  некада су постојали подземни пролази који су болницу повезивали са суседном зградом Кардиолошког центра и мртвачницом.  
Болница  успешно је радила све до 1999. године,  иако је имала дрвене подове и била веома оронула (за скоро 70 година постојања није обнављана), па је био потребна прилично озбиљан ремонт. У септембру 2000. године комисија Свердловског министарства здравља одлучила је да започне санацију болнице, које су, према плану, требале трајати 5 година, док је у првих 5 или 6 година било планирано да се обнови рад највећег одељења. болнице - васкуларног одељења. Међутим, реновирање никада није почело. Зграда није конзервирана, а на све то надовазало се и неколико пожара.
Одлука о поправци значила је потпуно распуштање болнице - сва одељења су пребачена у друге болнице и клинике у Јекатеринбургу, понекад губећи своју независност. Такође, болница је губила висок ниво и статус који је постигла током година постојања, осим тога, било је немогуће транспортовати део опреме.  
Коначно, болница је требало да буде распуштена до 7. новембра 1999. године. Као резултат тога, особље је смањено, а неки су отишли под притиском. Кажу да је део лекара, и поред искљученог грејања и редукције, наставио да ради.
Један од најтужнијих догађаја у животу болнице било је самоубиство шездесетогодишњег Бориса Захарова, шефа одељења за хемодијализу. Месец дана након затварања болнице, обесио се о оквир прозора своје канцеларије на страни улице. Разлог је била снажна брига за своје пацијенте, који су због овог распуштања били осуђени на брзу смрт. Осим тога, остао је без посла и више није могао да добије више или мање пристојан положај.

## Судбина болнице након распуштања
Године 2001. зграда болнице је пребачена из Одељења за здравство Управе Јекатеринбурга на биланс Волго-уралске војне окружне болнице Н354, која се налази у близини. Ова болница се налази на територији великог предреволуционарног Ново-Тихвинског манастира , а након повратка манастира Руској православној цркви, свих ових година је била под претњом исељења.
Тако су у кабинету градоначелника очекивали отплату дуга за закуп федералне имовине за општинске здравствене установе. „Део зграде је, у принципу, већ био предвиђен за рушење, али део просторија и даље може да се користи за своју намену, због чега смо одлучили да објекат преместимо у војну болницу “, присећа се Аркадиј Черњецки . Војска није намеравала ништа да ради у болници због огромног обима посла.
У пролеће 2017. године Управа Јекатеринбурга је предложила да се напуштена болница  претвори у образовну установу, и у том циљу  циљу, зграда ће бити обновљена, рекао је Алексеј Белишев, заменик начелника Управе за капиталну изградњу и коришћење земљишта, на седници градског већа Јекатеринбурга, и преддложио  да захваљујући великој површини и високим прозорима у ову зграду  смести школа.

## Заштита комплекса болнице
Комплекс зграда бивше болнице је стављен под заштиту државе одлуком Свердловског обласног извршног комитета бр. 454 од 04.12.1986. године као споменик урбанизма и архитектуре, и историјски споменик од регионалног значаја. Према Уредби Владе Свердловске области (промена информација) бр. 859-ПП од 28. децембра 2001. године, Клиничка хитна болница је објекат новооткривеног споменика историје и културе. Комплекс у ул. 8. марта 78-а.